# Gramavision Records
Gramavision Records ist ein US-amerikanisches Musiklabel, das sich sowohl dem Jazz als auch der Neuen Musik widmet.
Das Label wurde 1980 in New York City von Jonathan Rose gegründet, der auf diesem zunächst unabhängigen Label bis Anfang der 1990er Jahre mehr als 75 Tonträger veröffentlichte. Zu den betreuten Jazzmusikern zählten John Scofield, Bob Moses, Jay Hoggard, James Newton, Tony Dagradi, Anthony Davis, Jamaaladeen Tacuma, Oliver Lake, John Carter, Ray Anderson und Bobby Previte. Das Label veröffentlichte auch Werke von La Monte Young (etwa eine Fünf-LP-Box seines The Well Tuned Piano) und Terry Riley sowie CDs des Kronos Quartet. Das Label wurde 1994 als Sublabel von Rykodisc übernommen.